# 逃學外傳
《逃學外傳》（台譯：逃學歪傳）是1992年由朱延平執導的青春校園喜劇片，主要演員有張衛健、林志穎、吳奇隆、張敏、朱茵、吳孟達，逃學外傳開拍與命名皆與前一年《逃學威龍》校園系列電影獲得大成功有關。
除了周星馳，本片沿用了《逃學威龍》中大部份演員。

## 劇情
育才書院的F4D班的學生是全校最調皮搗蛋的，他們專整老師，考試的時候大部份不及格，已經氣走了好幾位老師。但是新來的張老師卻有所不同，她不但躲過學生的惡作劇，還擺平了同學之間的戀愛問題。
不過張一健這個鬼靈精終於使出怪招，讓張老師吃虧上當，下不了台，張也抓住秦主任的小辮子，使秦主任不敢動他一根汗毛，因此在校內橫行無忌。
張一健突然請了病假，張老師到張家訪問才知健弁未生病，而是因欠了賭債去打工還債，張為了解決健的賭債，找到債主大碌，想以賭來贏錢還債，但她賭輸，大碌反逼張老師替他賣身抵債，張老師憑智慧鬥倒了大碌，她和張一健才得脫身。
自此F4D班很服貼張老師，功課也好了起來，使秦主任大為驚奇。
學校藍球隊隊長吳奇隆因其父反對兒子打球，憤而離出，因此實力大減。
張一健心有失落感，又和大碌來往，並勾結與別人賭球賽，健答應設法使育才書院隊輸球。但在決賽時，隊長吳奇隆報到，隊友士氣大振，健原來預備了瀉藥，一時良心發現沒有放進飲料內，所以育才隊嬴了球。大碌帶人來找健，張老師仗義助拳，把大碌一幫人打跑了。
秦主任事後指責張老師帶頭打架，要解僱她，結果會如何呢？

## 演員表
| 演員   | 角色           | 關係/暱稱                          |
| 張敏   | 张敏           | F.4D班的老师                       |
| 张卫健 | 张一健         | F.4D班的学生，班上的小霸王         |
| 林志颖 | 林志颖         | F.4D班的学生喜歡黎文詩後告白被拒絕 |
| 朱茵   | 黎文诗（泥鰍） | F.4D班的学生喜歡吳奇隆，但被拒絕   |
| 吴奇隆 | 吴奇隆         | F.4D班的学生                       |
| 林小楼 | 鍾慕莲         | F.4D班的学生結局與黃一山交往       |
| 黄一山 | 黄一山         | F.4D班的学生結局與鍾慕蓮交往       |
| 駱遜文 | 光頭仔         | F.4D班的学生                       |
| 吴孟达 | 秦孟达         | 訓導主任                           |
| 苑琼丹 | 芳姐           | 学校的清洁女工                     |
| 羅青浩 | 李老師         | 學校老師                           |
| 王天林 | 张一健的父亲   |                                    |
| 吳浣儀 | 張一健媽媽     |                                    |
| 錢似鶯 | 張一健奶奶     |                                    |
| 秦豪   | 大碌           | 帮派老大                           |